# خولیو نومهائوسر
خولیو نومهائوسر (اسپانیایی: Julio Numhauser‎؛ زادهٔ ۱۹۳۹ میلادی) یک موسیقی‌دان و خواننده اهل شیلی است.
او یکی از پایه‌گذاران گروه موسیقی کیلاپایون و از اعضای جنبش ترانه‌سرایی نوین شیلی است.
او در سال ۱۹۷۳ میلادی و در دوران دیکتاتوری ژنرال پینوشه، مجبور به ترکِ شیلی شد و به سوئد رفت و امروزه نیز در همان‌جا ساکن است.
خولیو در سال ۲۰۰۰ میلادی، از سوی رئیس جمهور شیلی، «ریکاردو لاگوس»، به‌عنوان رایزن فرهنگیِ سفارتِ شیلی در سوئد برگزیده شد.